# カリブ海の海賊 (歴史)

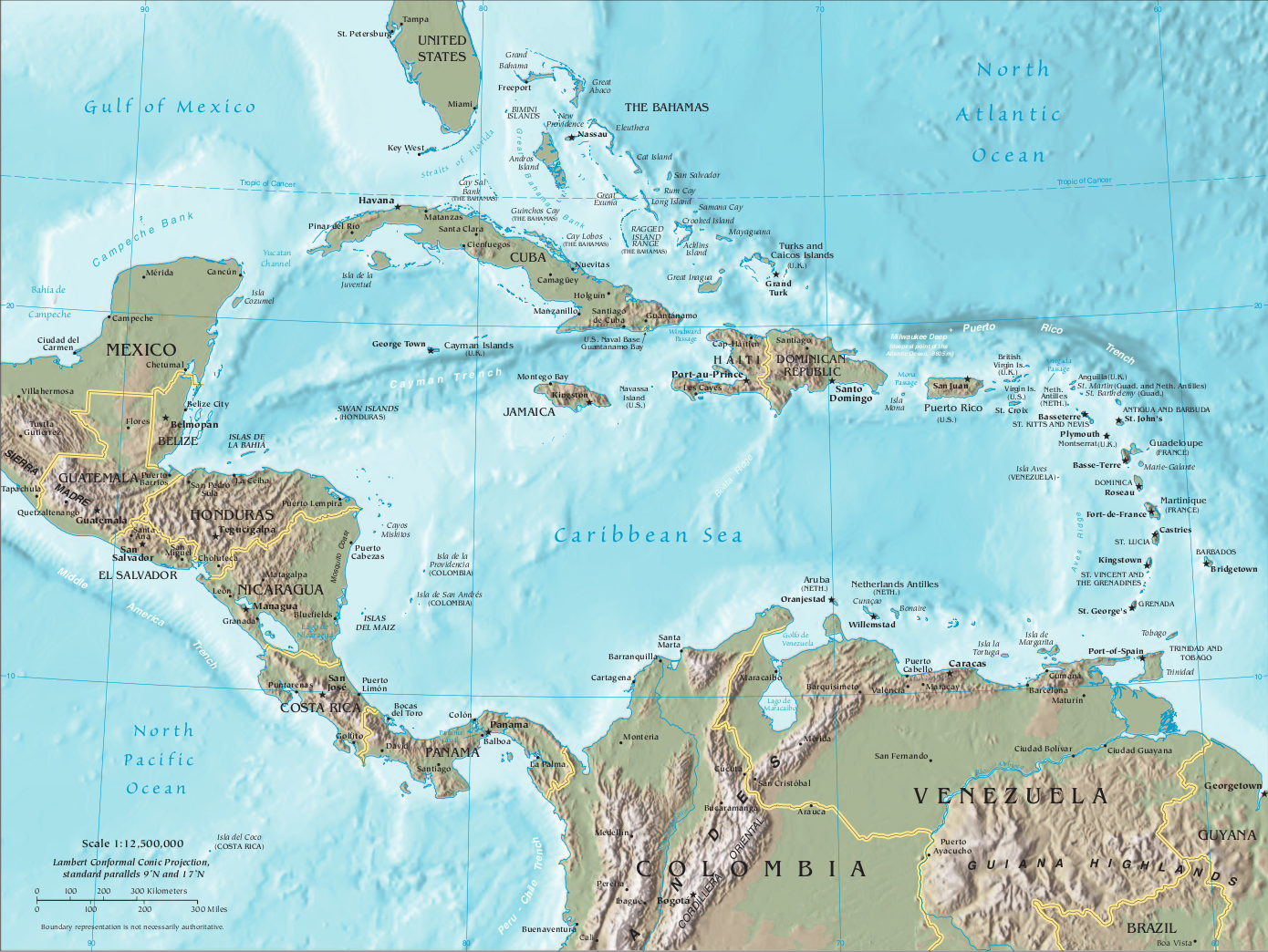
中央アメリカとカリブ海の地図

18世紀海賊の旗、"キャラコ・ジャック"・ラカムのものとされている

カリブ海の海賊（カリブかいのかいぞく、英: Piracy in the Caribbean）の時代は、16世紀に始まり、1830年代にカリブ海に植民地を持つ西ヨーロッパ諸国や北アメリカの国が海賊に対する戦いを始めたときに消えていった。海賊の最盛期は1660年代から1730年代だった。カリブ海には、ジャマイカのポート・ロイヤル、ハイチのトルトゥーガ島、バハマのナッソーなど海賊が利用できる海港があったので、海賊が栄えた。

## 海賊が生まれた経過

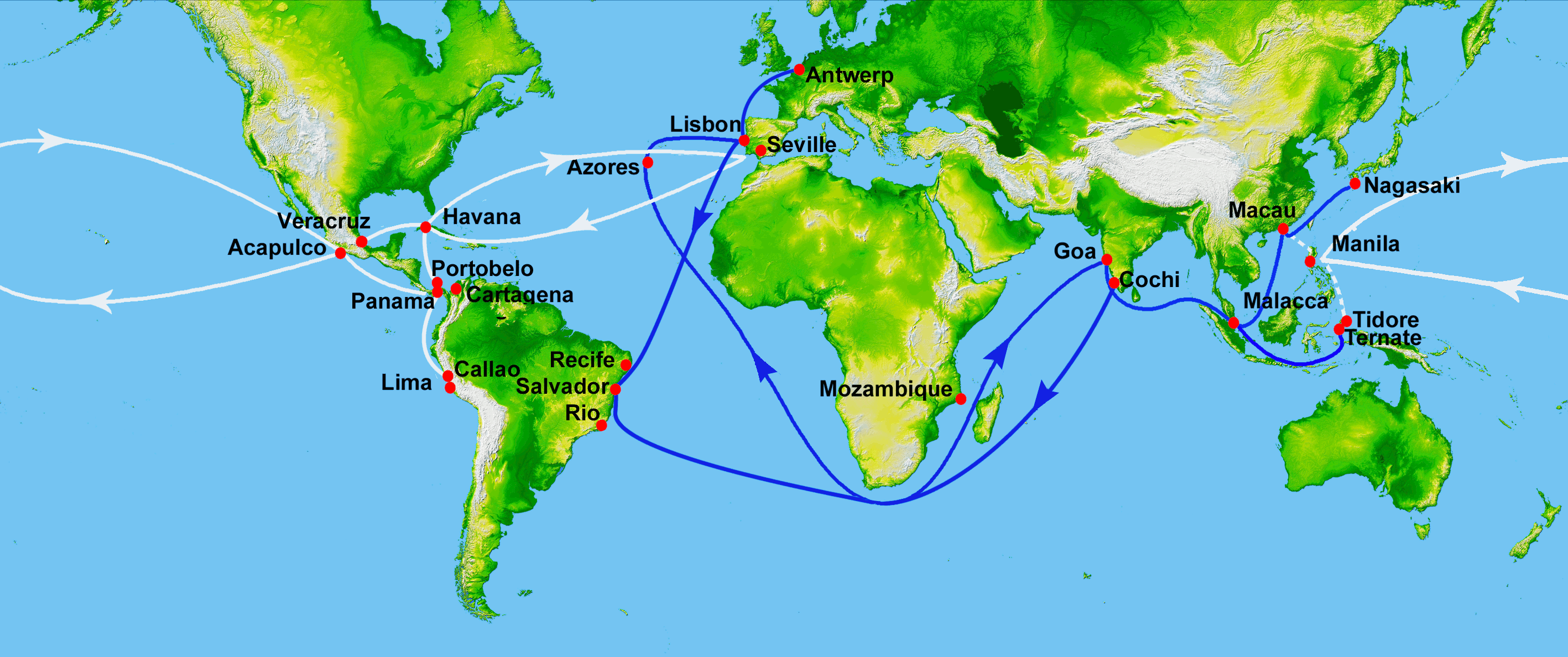
16世紀に海賊の餌食にされた主要貿易ルート: スペインの宝物艦隊は1568年からマニラ・ガレオン船でカリブ海とスペインのセビリアを結び（白線）、ポルトガルのインド艦隊は1498年からポルトガルとインドのゴアを結んだ（青線）

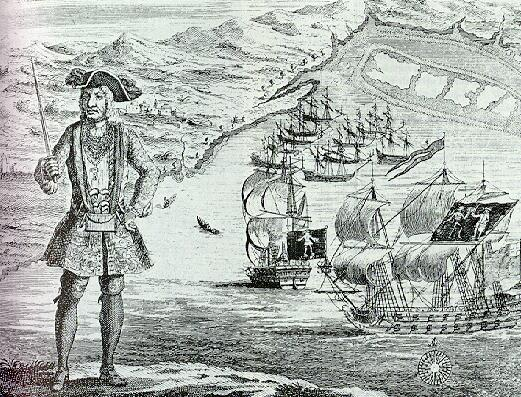
バーソロミュー・ロバーツ、ベナンのウィダーで、背景は自船と捕獲した商船

海賊は、海戦で使役された元水夫が多かった。フランス語の"boucan"（火の上にかざされた木枠）の上の"boucanier"（肉を燻すという意味）から派生したバッカニアと呼ばれた。煙を出す火およびブーカンの上に島に残っていた牛の肉とを撒き餌にして、島の漂流者が沖を行く船を交易のために近寄らせたように、海賊が船を捕まえることができたからだった。海賊は、植民地を支配する権力者によって住んでいた島を追われたので、海上で他の船舶を襲撃し続けて新しい生き方をしていくようになった。ヨーロッパの商船を攻撃し（特にカリブ海からヨーロッパに向かうスペイン船隊）、その貴重な荷物を捕獲するという、船乗りにとって魅力はあるが、法に触れる機会を作りだした。これは16世紀に始まった。海賊行為は、例えばフランス王フランソワ1世（在位1515年-1547年）の時代には、植民地権力者によって「合法」とされた。これは、大西洋やインド洋で領海政策を確立したライバル国の海上貿易を弱めることを期待したものだった。この合法的な海賊行為は私掠と呼ばれた。1520年から1560年、フランスの私掠船だけでスペイン王国と新世界における広大なスペイン帝国の商業圏に戦いを挑んだ。後にはイングランドやオランダの私掠船も加わった。以下はウェールズの海賊からの引用であり、18世紀カリブ海の海賊に対する動機を示している。
| 「 | まっとうな仕事は、食い物は粗末だし、賃金は安くて仕事はきつい。この仕事（海賊）はお宝はたんまり手に入るし、楽しくて簡単、そして自由で力がある。こんなうまい仕事、やらずにいられる奴がいるのかい？ 最悪の時は縛り首にもなるだろうが、「人生は太く短く」が俺のモットーだ。—海賊船長バーソロミュー・ロバーツ | 」 |

カリブ海は、1492年にクリストファー・コロンブスが新世界を発見して以来、ヨーロッパの貿易と植民地化の中心になった。1493年、トルデシリャス条約によって、カーボベルデから370リーグ (2.193 km) 西の南北方向線（子午線）で、ヨーロッパ以外の世界をスペインとポルトガルの間で山分けした。このことでスペインはアメリカ大陸の支配権を得、後にこの位置づけは同じくらい強制力のない教皇勅書（教皇子午線）によって補強された。スパニッシュ・メインにおいて、重要な初期開拓地は現在のコロンビアのカルタヘナ、パナマ地峡のポルトベロとパナマシティ、キューバ南東海岸のサンティアゴ、イスパニョーラ島のサントドミンゴだった。16世紀、スペインはヌエバ・エスパーニャ（メキシコ）のサカテカスやペルーのポトシ（実際には現在のボリビアにある）にあった鉱山から驚くべき量の銀塊を掘りだした。新世界から旧世界に運ばれたスペインの銀が、海賊や、フランソア・ル・クレールやジャン・フルーリーなどフランスの私掠船を惹きつけた。どちらもカリブ海や大西洋にいて、カリブ海からセビリアに向かうルートにあった。
これと闘うのは常に危険が伴った。1560年代、スペインは護送船団方式を採用した。スペインの宝物艦隊すなわち「フロータ」は毎年スペインのセビリア（後にはカディス）から乗客、兵士およびヨーロッパで製造された商品を新世界にあるスペイン植民地に運んだ。この荷物は利益が出たが、実際には船隊のための錘を形成したに過ぎず、真の目的は1年間に採掘された価値ある銀をヨーロッパに運ぶことだった。旅の最初の段階はペルーやヌエバ・エスパーニャの鉱山で採れた銀を、シルバー・トレインと呼ばれたラバの隊列で主要なスペイン領の港に運んだ。港はパナマ地峡やヌエバ・エスパーニャのベラクルスにあった。「フロータ」がシルバー・トレインと落ち合うと、積んできた商品を降ろして待っていた商人に渡し、それから貴重な積み荷である金や銀（塊や貨幣の形態）で船倉に積んだ。このことで帰りのスペイン船隊は魅力ある標的になったが、海賊は守りの堅い主要船舶を捕まえようとするよりも船隊の跡をつけてはぐれた船を攻撃した。カリブ海を通る宝物船隊の通常のルートは、小アンティル諸島から中央アメリカやヌエバ・エスパーニャ海岸のスパニッシュ・メインにある港を通り、北に向かってユカタン海峡を抜け西風を掴んでヨーロッパに向かうものだった。
プロテスタントの国であるオランダやイングランドは、1560年までにカトリック国スペイン（16世紀キリスト教国の中で最強国）に反抗しており、一方フランス政府はスペインが大きな利益の出ることを証明して見せた新世界における植民地を拡張しようとしていた。1564年、現在のフロリダ州ジャクソンビルの近くにカロリーヌ砦を設立して、カリブ海で初のスペイン以外の開拓地を設立したのがフランスだった。しかしより大きな植民地であるスペイン領セントオーガスティンから来たスペイン軍の攻撃で、この開拓地はすぐに消滅した。トルデシリャス条約は強制力を持たないことが証明され、北の境界が北回帰線であり、東の境界がカナリア諸島を通る本初子午線であるという「友好の線」という新しい考え方が、カトー・コンブレシス和平協議のフランスとスペインの交渉者によって口頭で合意されていたと言われている。この境界線の南と西では非スペイン船に保護が与えられず、「線を超えた和平は無い」という概念になった。イングランド、オランダ、フランスの海賊と開拓者は、スペインとの名目上の和平の時でもこの地域に入っていった。
当時のキリスト教世界で最強国だったにも拘わらずスペインは広大な大洋を支配するために十分な軍事力を供給できず、その独占的かつ重商主義的交易法を強制できなかった。これらの法はアメリカ大陸におけるスペイン帝国の植民地人とスペイン商人が交易するときのみ認められた。この法の整備によって、絶えずスペインの交易法を破る密貿易を許し、イングランド、フランス、オランダによって平時におけるカリブ海の新しい植民地化の試みを許した。ヨーロッパ列強の間で戦争が始まったときはいつも、カリブ海では海賊行為や私掠行為が広がる結果になった。
1585年から1603年の英西戦争は、新世界における貿易紛争が原因の一部だった。その植民地で生産的で自活できる開拓地を築くよりも、新世界から鉱物と農業の富を引き出すことに力が注がれた。西ヨーロッパに大量の銀や金を運ぶことによってもインフレが加速された。ヨーロッパでは金のかかる戦争が絶え間なく続き、貴族はその背後にある商業的機会を見くびっていた。産業を損なう料金や関税の非効率な仕組みが全て、17世紀にスペインが強国の座を降りていくことに貢献した。しかし、大変利益の出る貿易はその植民地と海外帝国の間で継続され、19世紀初期まで拡大を続けた。
一方カリブ海では、コロンブスと共にヨーロッパの疫病も伝来し、先住民族であるインディアンの人口を減らしていた。ヌエバ・エスパーニャの先住民は16世紀の人口から90%も減っていた。先住民の人口が減ったことで、スペインはスペイン領アメリカの植民地、プランテーション、鉱山を経営するために、次第にアフリカ人奴隷の労働力に依存するようになり、大西洋奴隷貿易は、スペインの重商主義法を侵害したいイングランド、オランダ、フランスの交易業者にとっての新しい利益源となり、そうすることで、刑事免責となった。しかし、カリブ海地域の人口が比較的少ないことは、イングランド、フランス、オランダに独自の植民地を築かせることにもなり、特に金や銀が捕獲される商品よりも重要ではなくなると、換金作物としてのタバコやサトウに置き換えられ、それらが人を大変豊かにできた。
スペインの軍力がヨーロッパで弱くなると、新世界におけるスペインの交易法は他国の商人によって侵害されることが甚だしく多くなった。南アメリカ北海岸沖のトリニダード島のスペイン港は1592年に恒久的な開拓が行われたばかりだったが、カリブ海に拠点を置く国全ての間の接触点になった。

## 17世紀初期、1600年-1660年

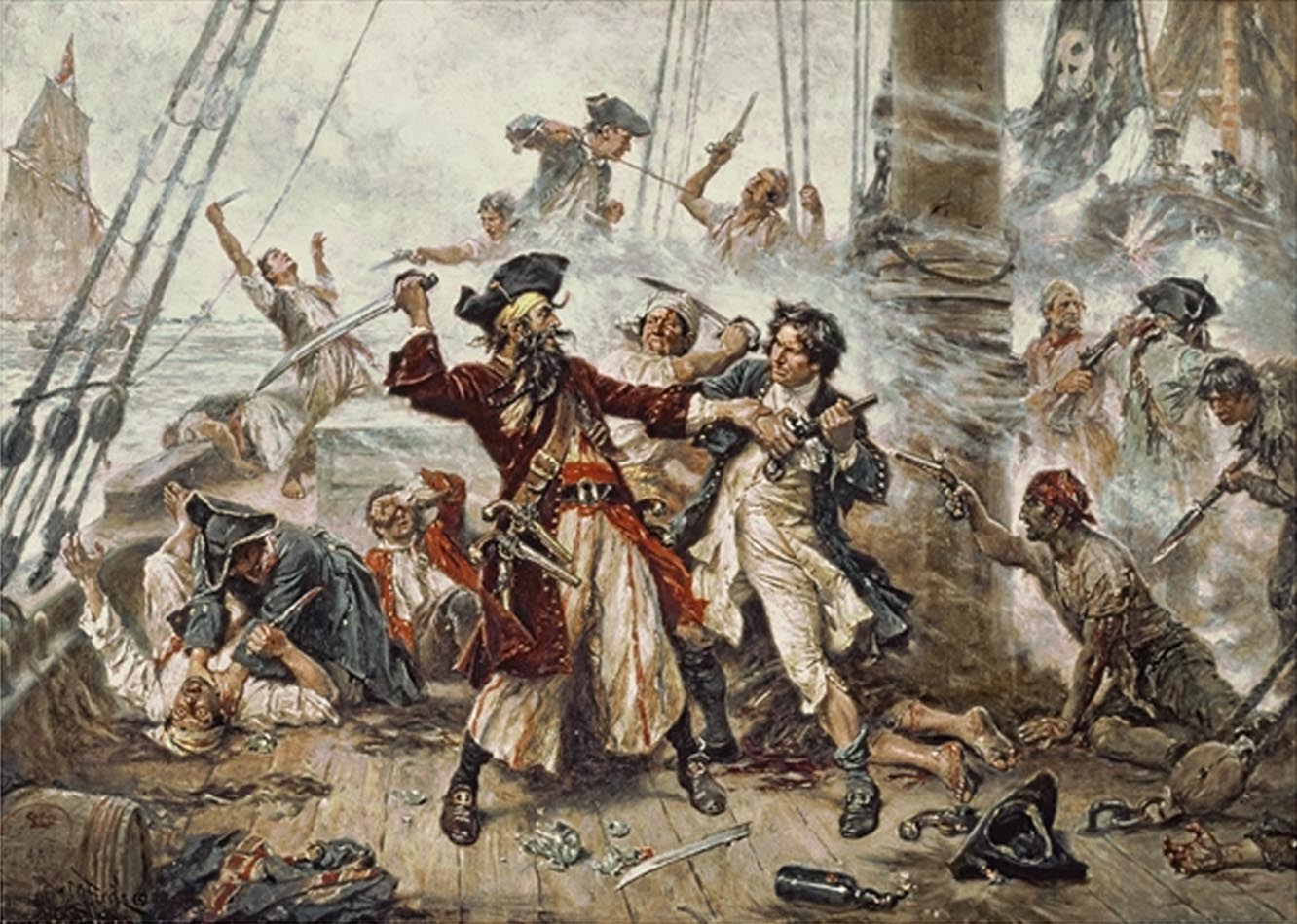
黒髭と闘うメナード大尉

## 17世紀初期、1600年–1660年

### 人口の変化
17世紀初期、スペインの主要港で金のかかる要塞化や植民地駐屯兵の勢力が、カリブ海で拡大する競争相手との対応を増やしたが、宝物船隊の出荷量や地域で操業するスペイン所有商船の数は減った。農園で働く人に不足したために食料の供給不足という新たな問題も生じた。新世界におけるヨーロッパ生まれのスペイン人、あるいはヌエバ・エスパーニャ生まれの純血のスペイン人は、スペインの階級制度でそれぞれ半島人、クリオーリョと呼ばれ、1600年の人口は25万人を超えていた。新世界で穀物を育て商品を製造するような社会の生産的役割を果たすスペイン人植民地人は数が少なく、その大農場での貴族的な贅沢生活を望み、アフリカ人やインディアンの奴隷に仕えさせ、労働は全て彼らにやらせて、食料、タバコ、砂糖を育てる大プランテーションの主人になった。後にカリブ海諸島に他のヨーロッパ強国が作った開拓地も非ヨーロッパ系労働者、すなわちアフリカ人奴隷の労働に頼った。
これと同じ時期に、イングランドとフランスは、国内のカトリックとプロテスタントの間の宗教的分裂を治め、その結果として得られた社会の平和によって国内の経済を急速に成長させたので、17世紀ヨーロッパにおける強国になった。特にイングランドは国民の目を海洋での技術に向けさせ、商業的繁栄の基盤にした。17世紀初期、イングランドのジェームズ1世（在位1603年-1625年）とフランスのアンリ4世（在位1598年-1610年）は、ハプスブルク朝スペインとより友好的関係を追求し、打ち続いた戦争による財政的負担を減らそうとした。1604年に始まった平和に乗じてスペインの植民地に対する海賊と私掠行為の機会は減ったが、どちらの領主も新世界に新しい植民地を作り、西半球におけるスペインの独占を破ろうとする動きを止めてはいなかった。アメリカ大陸の豊かさ、快適な気候、人口の少なさという評判によって、一財産を作ろういう者達を集め、17世紀初期は、フランス人とイングランド人が北アメリカでの新しい植民事業で住み分けることになった。メキシコより北では基本的にヨーロッパ人の開拓地が無く、カリブ海では17世紀後半までスペインが支配権を保っていた。
オランダの場合は、国内の愛国主義と厳格なプロテスタント教義によってスペインに対する反抗が続いた時代の後、名前以外の独立が果たされた（名前も1648年のヴェストファーレン条約によって現実のものとなった、ネーデルラント連邦共和国を参照）。アムステルダムやロッテルダムの造船所から進水したフリュート（少数の乗組員で比較的難しい港にも入ることができるようにした貨物船）のような新しく革新的な船舶によって、合資会社のような資本主義経済の体制がスペインとの12年間休戦によって根付き、軍事的な重荷からも解放された。オランダの商業的利権は世界中に爆発的に広がったが、特に新世界と東アジアにおいて大きかった。しかし、17世紀初期にオランダ東インド会社のような最も強力な会社は、東インド（インドネシア）と日本での活動を展開することに最も多くの関心を抱いており、西インド諸島はより小さく独立したオランダの業者に委ねていた。

#### スペインの港
17世紀初期、カルタヘナ、ハバナ、サンティアーゴ・デ・クーバ、サンフアン、パナマシティ、マラカイボ、サントドミンゴのスペイン植民地がスペイン領西インド諸島の中でも重要な開拓地だった。それぞれに人口が多く、経済は自立し、スペイン軍隊によって守られていた。これらではスペインの重商主義法を厳格に強制したので、概して他のヨーロッパ諸国と取引することを好まなかった。これらの都市ではヨーロッパで製造された商品が植民地人の間で高価に売れ、一方タバコ、チョコレートなど新世界の原材料が船でヨーロッパに運ばれた。
1600年までにパナマ地峡のカリブ海港はポルトベロからノンブレ・デ・ディオスに代わり、スペインのシルバー・トレインと毎年の宝物船隊を受け入れていた（16世紀後半にイングランドのフランシス・ドレークがこの港を攻撃していた）。ヌエバ・エスパーニャでは、ベラクルスが唯一の大西洋貿易に開かれた港であり、カリブ海に開かれた窓として広大な内陸の商品を受け入れていた。17世紀までにスパニッシュ・メインと中央アメリカの町の大半は自立するようになっていた。スパニッシュ・メインの小さな町はタバコを栽培し、スペインの重商主義法を逃れる外国の密貿易者も受け入れた。イスパニョーラ島の人口が少ない内陸は、特にタバコの密貿易者がその交易のために通って受け入れられたもう一つの地域だった。
スペインの支配したトリニダード島は既に17世紀の初めに、地域であらゆる国の船舶や海員に広く開かれた港となっており、特にタバコやヨーロッパ製品を扱う密貿易者に好まれた。カリブ海の密貿易者はそのタバコや砂糖をそこそこの価格で売り、大西洋貿易の業者からヨーロッパ製品を大量に購入して、母国のものに触れる機会の少ない西インド諸島やスパニッシュ・メインの植民地人に配った。トリニダード島のスペイン総督は、港の防御が弱く、お粗末なくらい少ないスペイン軍によって守られているだけだったので、イングランド、フランス、オランダの密貿易者から差し出される魅力的な賄賂に頼るしかなく、その支配下の人民によって追われたり、より柔軟な監督者に置き換えられたりするリスクに対応していた。

#### その他の港
イングランドは1707年にバージニアと呼ばれる初期植民地を設立し、1625年には西インド諸島のバルバドス島にも設立したが、この小さな開拓地の住人は地元カリブ族・インディアン（人肉食を行うことで知られた）から設立後しばらくはかなりの危険性に直面していた。これら2つの植民地は定期的に食料を輸入する必要があったが、それ以外にイングランドから主に毛織繊維を輸入した。イングランドへの輸出品は、砂糖、タバコおよび熱帯性の食品だった。このカリブ海の植民地では当初大きなタバコ・プランテーションもなく、またイングランドによる真に組織化された防御も無かった。イングランドがこのカリブ海の島を所有することが如何に貴重なものであるかをロンドンが認識するまでには時間が掛かった。その後奴隷貿易を通じてアフリカ人奴隷が購入された。彼らは植民地で働き、ヨーロッパへのタバコ、米、砂糖の供給を加速させた。1698年までにイングランドは他の帝国主義強国に最大の奴隷輸出国となり、その労働に関して最大の効率を提供していた。バルバドスは西インド諸島でイギリスが真に成功した最初の植民地であり、17世紀の間に急速に成長し、1698年にはジャマイカが奴隷労働者を雇用するイングランド最大の植民地になった。イングランドの船舶は次第にカリブ海における主要母港としてそこを選ぶようになっていった。トリニダード島と同様に、バルバドスを本拠とする大西洋貿易の商人はタバコや砂糖に常に大金を払った。この時代に2つの作物は重要な換金作物であり、アメリカ南部植民地の成長を加速させるとともに、カリブ海にもその効果を波及させた。
フランスはスペインによってカロライン砦が破壊された後、16世紀後半の宗教戦争でカトリックとプロテスタントの宗教的分裂によって攪乱されていたので、数十年間はカリブ海で植民地化の試みを行っていなかった。しかし小さな「テント村」町を拠点とするフランスの私掠船は17世紀初期のバハマで見られた。これら開拓地は、船舶やその乗組員が清水と食料を得る場所に過ぎず、恐らくは地元非戦闘員との関係があるだけで、それは全て高いものについた。

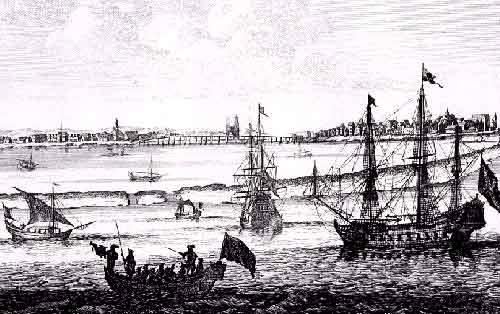
オランダ領ブラジルのレシフェ

1630年から1654年、オランダ商人はレシフェと呼ばれたブラジルの港を持っていた。当初は1548年にポルトガルが建設した港だった。オランダは1630年にサルバドールやナタルなどポルトガルが支配していたブラジルの砂糖生産都市幾つかに侵略する決断をした。レシフェとオリンダを支配し、レシフェをオランダ領ブラジルの新首都にして、モーリッツスタッドと改名した。この期間、モーリッツスタッドは世界でも最も国際的な都市の1つになった。ポルトガルとは異なり、オランダはユダヤ教を禁止しなかった。アメリカ大陸で最初のユダヤ人町とシナゴーグ、すなわちカハル・ズル・イスラエル・シナゴーグがこの町に設立された。
1654年、オランダが第一次英蘭戦争に巻き込まれたことに乗じて、オランダ領ブラジルの市民が自らオランダを追い出すために戦った。これはパーナンブキャン暴動と呼ばれた。ユダヤ人の大半がアムステルダムに逃れ、他は北アメリカに行って、ニューアムステルダムの最初のユダヤ人社会を作った（現在のニューヨーク市）。オランダはスペインの小さな植民地と密貿易品の交易に時間を費やしていた。17世紀初期のオランダ貿易業者と私掠船にとって、トリニダード島が非公式の母港であり、その後は1620年代と1630年代に独自の植民地を設立した。従前通りトリニダード島のスペイン総督は、オランダ人がその港を使うことを止められず、その代わりに魅力的な賄賂を受け取るのが通常だった。

### ヨーロッパの抗争
カリブ海における17世紀初めの3分の1はヨーロッパにおける野蛮で破壊的な三十年戦争（1618年-1648年）の勃発で定義され、宗教改革のプロテスタントとカトリックの紛争が頂点に達し、スペイン・ハプスブルク朝とブルボン朝フランスの最終天王山となった。この戦争は大半がドイツ国内で戦われ、その人口の3分の1ないし2分の1が紛争の歪の中で失われたが、新世界にも幾らかの影響があった。カリブ海におけるスペインの覇権が急速に衰退を始め、アフリカ人奴隷に対する依存が強くなった。新世界におけるスペインの軍事力も、マドリードがその資源を旧世界のヨーロッパ・プロテスタント諸国の大半とハプスブルク朝の断末魔の戦いに移したので、勢力が減退していった。スペインがヨーロッパに資源を移す必要性があったことで、アメリカ大陸におけるスペイン帝国の凋落が加速された。スパニッシュ・メインや西インド諸島の開拓地は財政的に脆弱となり、母国がヨーロッパのできごとに消耗する度合いを強めたので、新世界に駐屯する軍事力も小さくなった。スペイン帝国の経済力は停滞したままであり、植民地のプランテーション、牧場、鉱山は西アフリカから輸入した奴隷労働者に完全に依存するようになった。スペインがカリブ海を軍事的に実質支配できなくなったので、他の西ヨーロッパ列強が入って来て独自の恒久的開拓地を造り、新世界におけるスペインの独占支配状態を終わらせた。
オランダが三十年戦争（スペイン・ハプスブルク朝に対する反乱はネーデルラントの八十年戦争と呼ばれた）の一部として独立のためにスペインに対する闘争を再開せざるを得なかった時でも、オランダは世界の商船運航と商業資本主義のリーダーとなり、オランダ会社は17世紀に西インド諸島にその関心を向けることになった。スペインとの戦争が休戦となり、成功したオランダの合資会社がスペイン帝国に対する軍事遠征を資金手当てする多くの機会が生じた。16世紀からカリブ海にあったイングランドとフランスの私掠船拠点には、オランダの軍船が新たに群がることになった。
イングランドでは、母国での経済機会の減退と、イングランド国教会設立の際にプロテスタント神学の妥協を拒否した（ピューリタンのような）急進的プロテスタントに対して植民地が寛容になったこともあり、新世界における植民事業の新しい段階が加速された。セントルシアとグレナダの植民地が設立から間もなく崩壊した後、またバージニアのジェームズタウン植民地が崩壊寸前までいった後、17世紀前半にはプリマス、ボストン、バルバドス、および西インド諸島のセントキッツとネイビス、プロビデンス島などで新しく強力な植民地が設立された。これら植民地はすべて新世界におけるイングランド文明の中心となるべく支えられた。
当時ルイ13世（在位1610年-1642年）とその有能な宰相リシュリュー枢機卿が統治したフランスでは、フランス・カトリックとプロテスタント（ユグノーと呼ばれた）との間に宗教内乱が再燃していた。1620年代を通じて、フランスのユグノーはフランスを逃げ出し、イングランドのプロテスタントと同様に新世界で植民地を設立した。1636年、スペインを支配するハプスブルク朝とフランスの東国境を接する神聖ローマ帝国の力を削ぐためにフランスはドイツでの戦乱にプロテスタント側で参戦した。

#### 植民地紛争
17世紀初めの3分の1におけるスパニッシュ・メインの都市の多くは自立していたが、繁栄しているものは少なかった。ジャマイカやイスパニョーラ島の後方にある開拓地は主に、船舶が食料と清水を入手する場所だった。スペイン領トリニダードは密貿易が盛んなままであり、ヨーロッパ製品が豊富にあってかなり安く、タバコや砂糖についてはヨーロッパ商人が良い価格で購入した。
1623年に設立されたセントキッツとネイビスのイギリス植民地は、すぐに砂糖を生産する裕福な開拓地になることが分かった。スペイン帝国の懐深く、ニカラグアのマラリアに苦しめられたモスキート海岸沖にあるプロビデンス島に作られた新しいイングランド植民地は、スパニッシュ・メインを襲うイングランドの私掠船や他国の海賊の主要基地になった。
イングランドとフランスが分け合ったセントクリストフ島（イギリス人はセントキッツと呼んだ）では、フランスが優勢になった。セントクリストフ島のフランス人開拓者は大半がカトリックであり、一方イスパニョーラ島北西部（現在のハイチ）における承認されていないが成長しているフランス植民地は大半がフランス人プロテスタントであり、母国でのカトリックからの迫害を逃れて、スペインの許可無しにそこに住み着いていた。フランスは問題の多いユグノーについて起こることにはほとんど関心を示さなかったが、イスパニョーラ島西部の植民地化はフランスにとってその宗教的少数派を取り除くことと、スペインに対して打撃を与えることであり、フランス王室の観点からは優れた取引だった。大望あるユグノーはイスパニョーラ島北西部海岸沖のトルトゥーガ島も領有権を主張し、その島自体にプティゴアーブの開拓地を設立した。特にトルトゥーガ島は海賊と私掠船の避難所となり、あらゆる国の密貿易者から好まれた。開拓地の設立そのものが違法であったにも拘わらずのことだった。
カリブ海のオランダ植民地は17世紀中の3分の1までは稀なことだった。バハマとフロリダの伝統的な私掠船本拠地と共に、オランダ西インド会社は1626年に北アメリカ本土のニューアムステルダムに、1634年にはキュラソー島に「工場」（商業町）を設立した。キュラソーはベネズエラの北海岸沖、カリブ海のまさに中心に位置する島であり、海上の交差点になるべく位置にあった。

### 17世紀の危機と植民地の反動

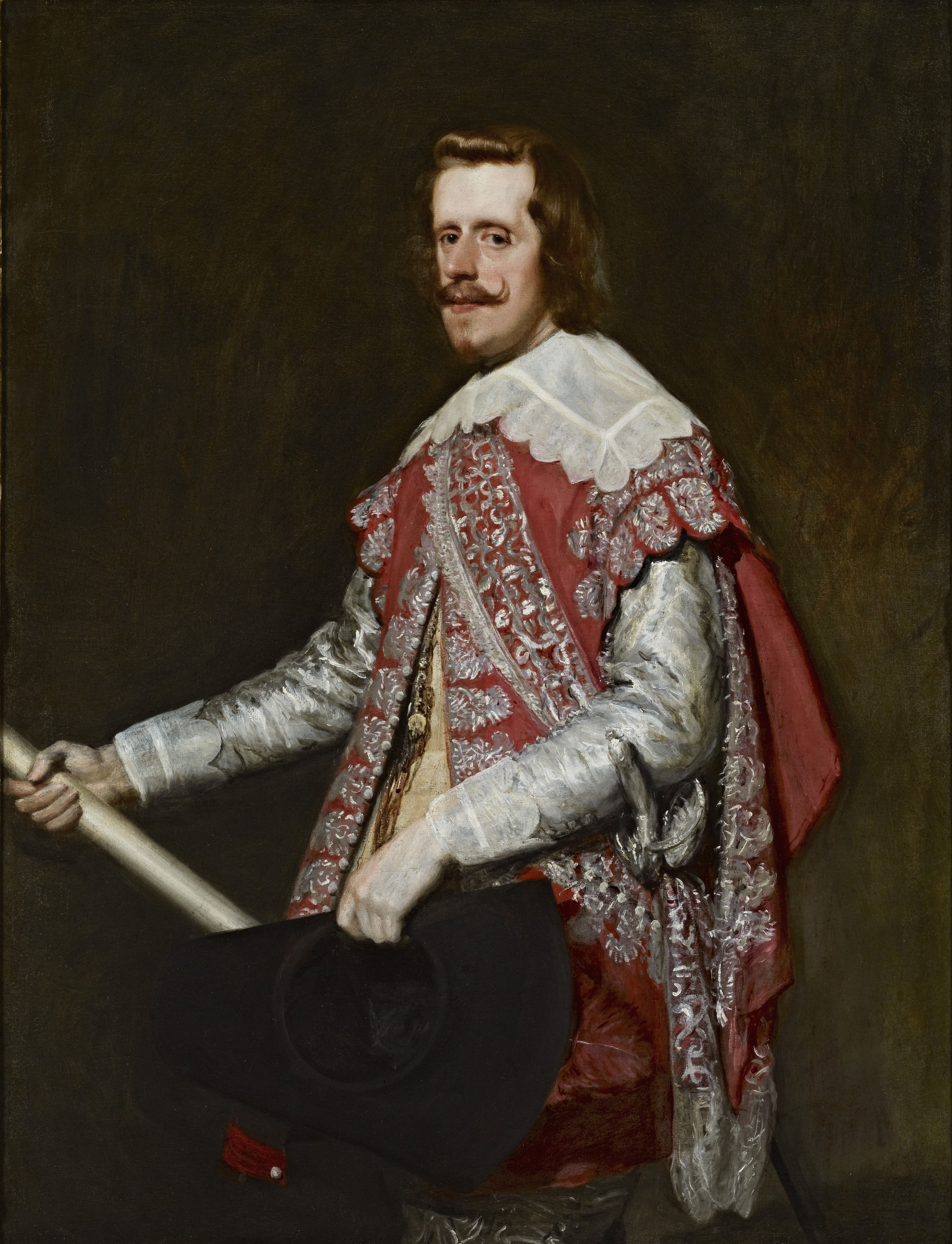
フェリペ4世 (スペイン王)

17世紀半ばのカリブ海は再度、遥か離れたヨーロッパの出来事で形作られた。オランダ、フランス、スペインおよび神聖ローマにとって、ヨーロッパ最後の大宗教戦争である三十年戦争がドイツで戦われており、飢饉、疫病の発生で悪化し、飢えのためにドイツ人口の3分の1ないし2分の1が殺された。イングランドはヨーロッパ大陸の戦争に巻き込まれることを避けていたが、破滅的なイングランド内戦の犠牲となり、短期間だが残忍な護民官オリバー・クロムウェルとその円頂党軍のピューリタン軍独裁（1649年-1660年）になった。ヨーロッパ列強の中で、スペインは三十年戦争が終わった時に経済的にも軍事的にも最悪の状態にあった。17世紀半ばの経済状態はお粗末なものだったので、フェリペ4世（在位1625年-1665年）のハプスブルク朝の破産と実効の無い政府に対して大きな反乱が始まり、スペイン王室による血なまぐさい報復でのみ収拾されることになった。このことであわれなフェリペ4世をより人気ある者にはしなかった。
旧世界の災難は新世界における機会を育てた。スペイン帝国の植民地は、スペイン王国の多くの苦しみ故に17世紀半ばから全く無視されていた。略奪者や私掠者がヨーロッパでの長い戦争の後で経験を積み、ほとんど防御の無いスペイン開拓地を容易に略奪し、占有した。母国の政府は国内の心配事に掛かりきりで新世界の植民地に関心が向けられず、ほとんど干渉できなかった。スペイン以外の国の植民地はカリブ海で成長し拡大しており、ヨーロッパが混乱し経済機会が無くなったことから逃れてきた移民の増加で加速された。新世界に入植した新移民の大半がプランテーション経済を拡張した一方で、海賊の生活を選んだ者もいた。一方オランダは1648年のヴェストファーレン条約がハプスブルク朝との八十年戦争（1568年-1648年）を終わらせたときに、遂にスペインからの独立を果たし、新しい植民地によって必要とされるヨーロッパ製品を運ぶという幸運を掴んだ。友好的貿易は私掠船ほど利益は無かったが、安全な事業だった。
17世紀後半までに、バルバドスはイギリス領西インド諸島の非公式首都になり、その後はジャマイカがこれに代わった。バルバドスはこの時代の商人の夢の港だった。ヨーロッパ製品は自由に手に入り、島のサトウは高値で売れ、イギリス総督は如何なる種類の重商主義法をも強制しようとすることはほとんど無かった。セントキッツとネイビスのイギリス領植民地は経済的に強く、人口も増えており、ヨーロッパにおける砂糖需要がそのプランテーションを基盤とする経済を推進していった。イングランドはカリブ海における支配力を増し、1612年のバミューダ、1632年のアンティグア島とモントセラト、1648年のバハマ諸島のエルーセラ島など新しい島に入植した。これらの開拓地は他の全てと同様にちっぽけな社会から始まり、経済的には自立していなかった。
フランスも1634年にグアドループ、1635年に小アンティル諸島のマルティニークなど砂糖を栽培する島に新しい植民地を設立した。しかし17世紀カリブ海におけるフランスの活動の中心は、イスパニョーラ島海岸沖の要塞化された島であるトルトゥーガ島のままであり、私掠船、バッカニア、まさに海賊の避難地だった。イスパニョーラ島の他部分で主要な植民地はプティゴアーベのままであり、現在のハイチ国に発展するフランスの足掛かりだった。フランスの私掠船はこの時もこのテント村をフロリダキーズにおける停泊地に使って、フロリダ海峡を通るスペイン船を襲い、またキューバ北海岸沖の海上交通路を往復して船舶を襲撃した
17世紀カリブ海におけるオランダは、キュラソー島がイギリスにとってのバルバドスに相当した。この大きく豊かで防御の整った自由港は、ヨーロッパ各国の船舶に公開され、ヨーロッパに再輸出される砂糖に手ごろな価格をつけ、その見返りにまた新世界の全ての国の植民地人に大量のヨーロッパ製品を販売した。オランダが支配する2つ目の自由港は1636年に開拓されたシント・ユースタティウス島で発展した。1660年代にこの島の領有をめぐってオランダとイングランドが何度も争い、島の経済と港としての望ましさを傷つけた。オランダはセント・マーチン島でも開拓地を設立し、オランダ砂糖農園主やアフリカ人奴隷労働者のもう一つの安息地となった。1648年オランダはこの繁栄する島をフランスとの分割統治に合意した。

## 海賊の黄金時代 1660年–1726年
17世紀後期と18世紀初期（特に1716年から1726年）はカリブ海の「海賊の黄金時代」と考えられることが多く、海賊の港は大西洋とインド洋およびそれらを取り巻く地域で急速に成長した。さらにこの期間に実際に活動した海賊は約2,400人いた。新世界におけるスペイン帝国の軍事力は、フェリペ4世の跡をカルロス2世（在位1665年-1700年）が嗣ぎ、4歳でハプスブルク・スペイン最後の国王になった時に衰退を始めた。17世紀後期のスペイン領アメリカは、スペインが強国としての衰亡段階に入ったのでほとんど軍事的に守られておらず、スペイン王室の重商主義政策で経済にも悪影響があった。母国の干渉が無いことに、奴隷労働力（砂糖需要によって多くの奴隷がカリブ海に連れてこられていた）の有用性が高まったことで銀鉱山からの産出量が上昇したことが組み合わされ、スペイン領アメリカの運命における再興が始まった。
イングランド、フランス、オランダは1660年までにそれぞれの領有権の中で新世界植民地強国となっていた。ヴェストファーレン条約調印以降、オランダの商業的に大きな成功を心配したイングランドは、オランダとの貿易戦争を仕掛けた。イングランド議会は1651年に航海法、1663年にステイプル法と重商主義的法の初期のものを成立させ、イギリス領植民地の商品はイギリス船でのみ運ぶこととし、イギリス領植民地と外国の貿易に制限を課した。これらの法はオランダの商人が自由貿易に依存して活性化されているために、これをねらい打ちしたものだった。この貿易戦争はその後の25年間で3回の英蘭戦争に続いていった。一方フランスのルイ14世（在位1642年-1715年）は、その母で摂政でもあるオーストリア女大公のアンヌ・ドートリッシュと宰相ジュール・マザラン枢機卿が1661年に死んだことで、その親政を開始した。「太陽王」と呼ばれたルイの積極的外交政策は、神聖ローマ帝国と接する東国境を拡大し、イングランド、オランダ、ドイツの群小国、およびスペインとの移り変わる同盟に対し戦争状態を継続することだった。17世紀後期のヨーロッパはほとんど常に陰謀と戦争で費消されており、海賊や私掠船がその血塗られた貿易に従事する絶好の時だった。
カリブ海では、この政治的環境によって植民地総督はあらゆる方向からの脅威に直面していた。オランダの砂糖生産島であるセント・ユースタティウス島では、イングランドとオランダが覇権を争い、1664年から1674年の間に支配者が10度変わった。ヨーロッパ諸国は母国での戦争で疲弊し、植民地には軍事的援助がほとんどできなかったので、カリブ海の植民地総督はバッカニアを傭兵や私掠部隊として使うようになり、植民地の防衛と母国の当面の敵に対する戦闘に使った。これら規律が無く貪欲な戦争の犬は、雇い主の制御が難しくなることが多かった。
17世紀後期までに、カリブ海のスペイン領にある大きな町は繁栄を始め、スペイン本国も緩りと断続的な回復を始めたが、スペイン自身の問題のためにそれらの町は軍事的な守りが薄く、海賊や私掠船の容易な餌食になることがあった。イングランドの支配権は、イングランド自体がヨーロッパで強国にのし上がっているときだったので、カリブ海でも拡大を続けた。ジャマイカは1655年にスペインから奪い、その主要開拓地であるポートロイヤルはスペイン帝国の中にあってイングランドのバッカニアの新しい退避地になった。ジャマイカはセントキッツと共にカリブ海におけるイギリス支配の中心に緩りと変わっていった。これと同時期にフランス領小アンティル諸島のグアドループとマルティニークはカリブ海におけるフランス権力の中心となり、砂糖プランテーションが次第に利益を上げるようになったので、フランス領の中でも最も裕福な存在になった。フランスはまたイスパニョーラ島西部周辺、トルトゥーガ島とイスパニョーラ島の首都プティゴアーベの伝統的な海賊港で私掠船の地盤を維持した。フランスはイスパニョーラ島西半分の開拓地を拡大し、レオガンとポールドペを設立し、砂糖プランテーションが植民地の主要産業になった。
18世紀になると、ヨーロッパは戦争と継続する外交的陰謀で分裂したままだった。フランスは依然として強国だったが、新しいライバルであるイングランドと競うことになった。イングランドは1707年にイギリス（グレートブリテン王国）となり、スペイン継承戦争の間に海陸で強国にのし上がってきた。しかし17世紀後半にアメリカ大陸で海賊やバッカニアによる略奪行為、および三十年戦争のドイツにおける傭兵による略奪行為によって、国王や国のためというよりも利益のために戦ってきたヨーロッパの支配者と軍事指導者は、彼等が略奪した地域の経済を破滅させることが多かったことを理解した。アメリカ大陸の場合はカリブ海全体がこれに該当した。これと同時期に、ヨーロッパ列強はうち続く戦争のために大規模な常備軍とより大きな海軍を備えるようになり、地球規模の植民地戦争に対応した。1700年までにヨーロッパ各国は意のままになる陸軍と艦船を所有し、私掠船に頼ることなく、西インド諸島とアメリカ大陸の重要な植民地を守り始めた。このことが私掠船の運命を変え、バッカニアにとっての気楽な（かつ申し分なく合法な）生活を変えた。スペインは植民地時代の残り期間で弱小国のままだったが、大多数の海賊が1730年以後消滅した。これはジャマイカのポートロイヤルを基地とする新しいイギリス海軍戦隊と、沿岸警備隊と呼ばれたスパニッシュ・メインからの私掠船小船団に海から追われたためだった。西インド諸島には正規兵部隊が駐屯し、私掠免許状は取得が難しくなっていった。
17世紀後期と18世紀初期は、カリブ海の領土を支配する全ての国にとって、経済的に富と貿易を成長させた時だった。18世紀半ばまである程度の海賊行為が常に残っていたが、将来的にカリブ海を富ませる道筋は、成長するタバコ、米、砂糖の平和的な交易と、イギリスの航海法やスペインの重商主義法を避ける密貿易とされた。ナッソー港が海賊にとって最後の退避港となった。イングランドの海賊によって1638年に設立されていたホンジュラスのベリーズは、元スペイン領だったが、小さなイギリスの植民地として成長した。カリブ海のフランス植民地帝国は18世紀初めまでにそれほど成長してはいなかった。グアダルーペとマルティニークの砂糖の島はフランス領小アンティル諸島の双子の経済首都のままであり、イギリスのカリブ海植民地の最大のものと同じくらいの人口があり、繁栄していた。トルトゥーガ島の重要性は小さくなったが、フランスのイスパニョーラ島開拓地は、島の西海岸一帯に砂糖プランテーションが拡大したので、アフリカ人奴隷の主要輸入地となった。そこから現在のハイチの核ができた。

## 海賊時代の終わり
カリブ海海賊の衰退は、ヨーロッパにおける傭兵利用の衰退と常備軍の隆盛の時期に重なった。三十年戦争の終戦後、ヨーロッパでは国の武力が拡大した。陸軍は体系化され直接国の指揮下に入った。西ヨーロッパ諸国の海軍が拡張され、その任務は海賊との戦いにまで広げられた。ヨーロッパ海域から海賊を駆逐すると、18世紀にはカリブ海に、1710年までに西アフリカと北アメリカにまで及び、1720年代にはインド洋でも海賊が働くには難しい場所になった。
1720年以後、ヨーロッパの軍隊や海軍、特にイギリス海軍が長期の実経験を積むために、海賊に対抗して広い範囲で活動したので、カリブ海では古典的な意味での海賊はごく希になった。イギリス海軍には1718年までに124隻、1815年には214隻の艦船があった。1670年に所有していたのは2隻のみだったので、大きな増加だった。イギリス海軍艦船は飽くことなく海賊船を追求し、戦闘になれば常に勝利した。特にイギリス軍に捕まった海賊は裁判に掛けられて有罪を宣告され、その後にイングランドに移送された。捕獲された海賊が移送される前に、証人の証言やその他固い証拠によって有罪とされる必要があった。旧来、海賊行為の裁判は本国で行う必要があったがこれは時間が掛かり、費用も掛かる手続きだったので、それを早めるために植民地役人と海軍の士官の中から7人委員会が創設されて、海賊に関わる事件を扱った。この新しく速い裁判では海賊のための陳述は無かった。最終的にこの時代で600人の海賊が処刑されており、当時カリブ海で活動した海賊の約10%に相当した。1713年にスペイン継承戦争が終わってから1720年頃まで、海賊行為が一時的に復活したときがあった。戦後は水兵が余ったので、賃金や労働条件が下がった状態に合わせるために、多くの失業した水兵が海賊になった。同時にスペイン継承戦争を終わらせたユトレヒト条約の条件として、戦争に貢献したイギリスの王立アフリカ会社や奴隷商人に、スペイン領植民地にアフリカ人奴隷を供給する契約を与え、イギリス商人や密貿易者には伝統的に閉鎖されたアメリカのスペインの市場に侵入する可能性を与えた。これが全地域の経済再活性化に繋がった。この復活したカリブ海貿易によって、海賊の波に対する豊かで新しい分け前を供給した。さらにこの時期にカリブ海の海賊増加に貢献したのは、メキシコのカンペチェでイギリスのログウッド開拓地をスペインが破壊したことと、1715年にバハマ南沖で銀を運ぶ船隊が沈んだことだった。
18世紀初期に海賊が再興した時期は、イギリス海軍とスペインの沿岸警備隊が拡大されて脅威に対応できるようになった時に終わった。この時代を終わらせることになったもう1つの重要要因は、海賊最後の逃避港だったナッソーが失われたことだった。ウォルト・ディズニーの映画『パイレーツ・オブ・カリビアン』の時代設定がこの時代である。

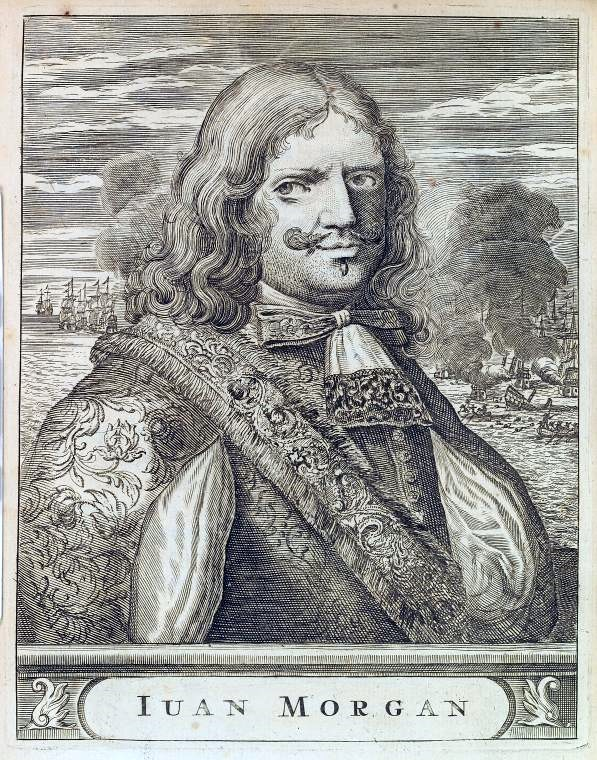
ヘンリー・モーガン

18世紀初期の有名な海賊は、黄金時代の完全に違法な生き残りであり、その選択肢は直ぐに引退するか、捕まえられることに限られていた。それ以前のヘンリー・モーガンがその私掠行為でイギリス王室からナイトに除せられ、ジャマイカの副総督に指名されたことと比べれば対照的である。
19世紀初期、北アメリカの東海岸とメキシコ湾岸およびカリブ海の海賊行為が再び増加した。ジャン・ラフィットがおそらくこの時代最大の海賊であり、1810年代にテキサス州とルイジアナ州にあった隠れ家からカリブ海とアメリカの海域で活動した。しかしアメリカ海軍の記録では、1820年から1835年の間にアメリカとカリブ海の海域で数百回の海賊による攻撃が起こったことを示している。ラテンアメリカの独立戦争で、スペインによっても、メキシコ、コロンビアなどラテンアメリカで新たに独立した国の革命政府によっても、私掠船の利用が広まった。これら私掠船は独立戦争の間にあっても、その私掠免許状の条件に固執することに慎重になるのは希だった。これら紛争が終わった後も長い間まさに海賊としてカリブ海を荒らし続けた。
1846年の米墨戦争の頃、アメリカ海軍が強力になり、艦船数も多くなって西インド諸島での海賊の脅威を排除するのに十分な勢力になった（西インド諸島海賊掃討作戦）。1830年代までに艦船は蒸気力駆動に転換されたので、カリブ海における帆船時代と古典的な海賊の概念は終わった。海賊と同様、私掠船も戦争の手段として数十年間続き、アメリカの南北戦争の海軍作戦では幾らかの役割を果たした。
私掠船は、ヨーロッパ諸国および新生アメリカ合衆国でも道具として残り、19世紀半ばのパリ宣言まで続いた。しかし私掠免許状が発行されることが非常に希になり、紛争が終わったときは直ぐに停止された。「線を越えた平和は無い」という概念は18世紀後期から19世紀初期の開拓が進んだ時代には意味を持たない遺物だった。

## 海賊たちの文化

### 武器
当時の銃は性能が悪く弾が出ないことがしばしばあり、銃のリロードにも時間がかかったため海賊は予備のために武器を多く所持していた。

### 海賊船
海賊たちは、航海計画を提出したり乗組員のリストを公表したりはしなかった。さらに、沈没から生き延びた海賊も証言などは残さなかったため、沈没船が海賊船だと特定されることは稀である。

### ファッション
陸上での海賊たちは、かつらを着用し色とりどりの服装をして、略奪した色々な種類の宝石や十字架などを身につけていた。海上での海賊たちは、戦闘中に剣で刺されても大丈夫なように、皮の厚いダブレットを身につけるか、上着にタールを塗るかをしていた。ただし、平常時には短い上着や帆布製のズボンなどを着ていた。

### 飲食
海賊たちは、略奪したポートワイン、シェリー、ブランデーなどを好んで飲んだ。また、水、砂糖、ナツメグ、ラムを混ぜた「ボンボ」やビール、砂糖、生卵、シェリー、ジンを混ぜた「ラムファスティアン」なども人気があった。その他、ブランデーにビールとレモン汁をそれぞれ少量入れた「サー・クラウズリー」や、前述のレシピからレモンを抜いた「フリップ」と呼ばれる物も飲まれた。食では「サラマガンディ」という色々な食材を使った料理が「ニュー・プロビデンス」の居酒屋などで提供されていた。困窮時には「クラッカー・ハッシュ」と呼ばれる、残飯に粉々にしたビスケットを混ぜられた物も食べられた。

### 規則
海賊船の上では、かなり民主的であり、「行動規範（海賊の掟）」があり、近代的な法を繁栄させてもいた。これら規則の幾つかは、服装規定、女人禁制が入っており、禁煙の船もあった。規則を破ったときの懲罰として、出発前に船に乗る皆の中で陸に残す処置（置き去り刑）が決定されることすらあり、イギリス海軍の権威主義に比べればかなり抽象的だった。イギリス植民地社会との対照として、海賊船上では人種の区別が通常不明だが、ある例ではアフリカ人の子孫が船の船長になったことすらあった。また、船が港を離れる前にしなければならなかったことは、全乗組員の誰も裏切らないという誓いを立てることであり、乗組員の各人が受け取る利益の比率を決めることになる船の規約として知られるものに署名することだった。また、海賊仲間の争いに決着をつける方法には、最初に血を流すまで戦うことがあり、極端な場合は無人島に一人を捨てていくこと、笞叩き39回、あるいは火器による処刑すらもあった。しかし一般に信じられているのとは異なり、船から迫り出した板の上を歩いて行って大洋に落とす刑罰（板歩きの刑）は、仲間内の争いを決着させる方法としては使われなかった。船では船長、操舵手、船の統治委員会および通常の乗組員との間に権力の分離があった。しかし、戦闘では船長が常に全権限を握っており、最終的な意思決定権限は指揮系統を保証するものだった。戦利品を分配するときは、各ランクに応じて分けられるのが通常だった。すなわち船長は5ないし6人分、操舵手のような上級職には2人分、乗組員が1人分であり、見習の者は半人分だった。クォーターマスター (海賊)も参照。

## カリブ海の有名な海賊

### ジャン・フルーリー
ジャン・フルーリーは、ジャン・アンゴの出資を受けて、16世紀初頭に活動したフランス人の私掠船長であり、スペインの怨敵であった。1522年にはスペイン船7隻を捕獲した。その1年後には、アステカを征服中のエルナン・コルテスが本国スペインに送るため、伝説的な戦利品を載せた3隻のガレオン船のうち2隻を拿捕し、モンテスマの財宝のほとんどがフルーリーの手中に落ちた。最終的に捕らえられ、1527年に神聖ローマ皇帝カール5世の命によって処刑された。

### フランソア・ル・クレール
フランソア・ル・クレールは、16世紀中頃に活動したフランス人の私掠船長であり、"Jambe de bois"（「木製の足」の意）の異名を持つ。1551年にはアンリ2世から称賛を受けるほど有力な船長であった。1552年にはポルト・サントを略奪した。1年後、1000人の兵を集めると、大尉のジャック・ド・ソレスとロベール・ブロンデルと共にカリブ海を荒らし回った。彼らはサント・ドミンゴの港を略奪して焼き払い、フランスに戻る途中ではカナリア諸島のラス・パルマスで略奪を行った。1554年には再び遠征を指揮し、サンティアーゴ・デ・クーバを襲撃した。

### ヘンリー・モーガン
ヘンリー・モーガンは17世紀に活動した最も破壊的な海賊船長（バッカニア）の一人である。イギリス出身で、モーガン自身は自分を海賊ではなく私掠船と自認していたが、その襲撃のいくつかは法的根拠に乏しく、海賊行為とみなされていた。カリブ海での活動に際してジャマイカのポートロイヤルを本拠としていた。大胆で無慈悲で向こう見ずな男であるモーガンは30年に渡って故郷イングランドの敵と戦い、その活躍で成功を収めた。その中で有名なエピソードが、1670年12月から翌1671年にかけて行われたパナマ市攻略であり、疫病が多い中央アメリカのジャングルをチャージズ川をさかのぼって攻め入り、都市を占拠した。モーガンの部下たちは街を焼き尽くし、住民は殺されるか逃げ出すかのどちらかであった。パナマ焼き討ちは、モーガンにとって金銭的なメリットは無かったが、スペインのカリブ海に対する権益と国威には大打撃であり、彼はイングランドで英雄扱いをされた。その生涯の最高潮にはイングランド王室より貴族に叙され、副総督としてジャマイカの広大な砂糖プランテーションを経営した。後にも先にも海賊では成し得ないような尊敬を受けて、最期はベッドの上で亡くなった。

### フランソワ・ロロネー
フランソワ・ロロネーは17世紀中頃に活動したフランス出身の海賊船長（バッカニア）の一人である。ハイチ北部のトルトゥーガ島を根城にし、カリブ海を荒らし回った。数百人の手下を率いてマラカイボとジブラルタル（ベネズエラ）を襲撃し、スペインの守備隊を全滅させた上に、残虐非道の限りを尽くして略奪行為を働いたためにスペイン人たちから恐れられた。最期は人食いの風習がある原住民に捕まり、火炙りにされて殺されたという。

### ベンジャミン・ホーニゴールド
ベンジャミン・ホーニゴールドは、イギリス出身のスペイン継承戦争に従軍した私掠船の船長であり、後に海賊に転向した人物。18世紀初頭の海賊の黄金時代の序盤の代表的な大海賊の一人であり、ヘンリー・ジェニングスと共にバハマのナッソーにあった海賊共和国の指導者的存在であった。部下に黒髭やサミュエル・ベラミー、スティード・ボネットがいたことでも知られる。ホーニゴールドは、あくまで私掠船の立場を重視し、略奪対象はスペインやフランスといったイングランドの敵国に限定したものの、これが部下らの不興を買い、最後は船長の座を追われた。1718年にウッズ・ロジャーズがバハマ総督に着任して海賊討伐に乗り出した時には、彼の呼びかけに応じて積極的に帰順した一人であり、ロジャーズの部下として海賊ハンターに転向した。海賊を知り尽くした者として、かつての仲間たちを討伐し、功績を立てるが、最期は1719年頃に船が難破して死亡した。

### ヘンリー・ジェニングス
ヘンリー・ジェニングスは、イギリス領ジャマイカ出身のスペイン継承戦争に従軍した私掠船の船長であり、後に海賊に転向した人物。18世紀初頭の海賊の黄金時代の序盤の代表的な大海賊の一人であり、ベンジャミン・ホーニゴールドと共にバハマのナッソーにあった海賊共和国の指導者的存在であった。ホーニゴールドの派閥に対し、チャールズ・ヴェインやジョン・ラカムの後見的存在であったという。1718年にウッズ・ロジャーズがバハマ総督に着任して海賊討伐に乗り出した時には、それに先んじてバミューダ総督に恩赦を願い出て海賊から足を洗った。その後は、バミューダにてプランテーションを経営し、穏やかな生涯を送ったとされるが、一説には1745年にオーストリア継承戦争にてスペイン人の捕虜となり、獄中死したというものがある。

### 黒髭

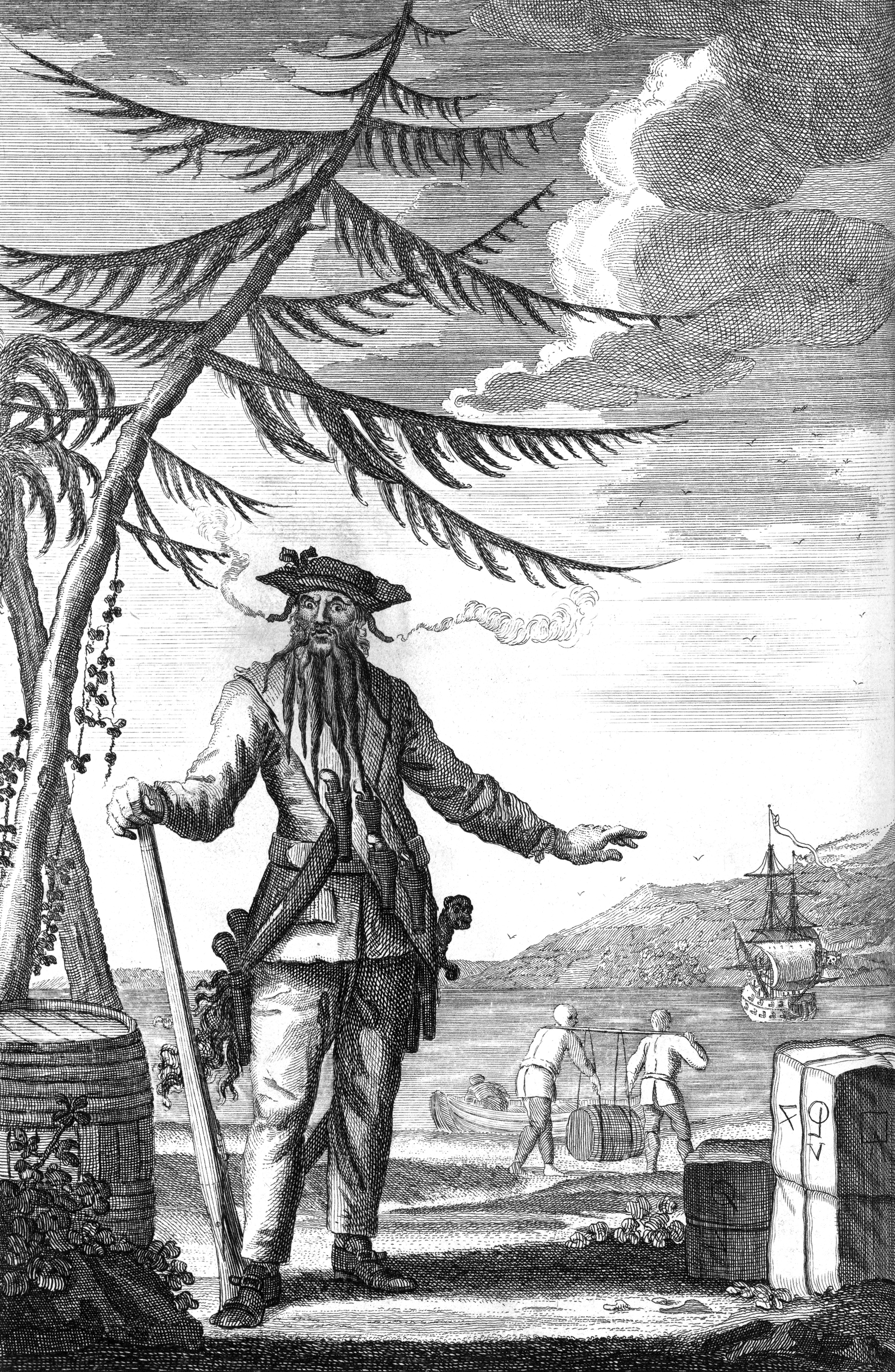
黒髭

黒髭ことエドワード・ティーチまたはエドワード・サッチは18世紀初頭に活動した海賊の黄金時代を代表するイギリス出身の海賊船長である。1680年頃にイングランドで生まれたとされ、スペイン継承戦争に私掠船の船員として従事した後、海賊となった。初期はバハマのナッソーにあった海賊共和国を拠点とし、カリブ海ほか、北アメリカ東海岸を荒らし回った。1714年から1718年にかけてはノースカロライナに拠点を持っていた。異名の黒髭の通り、その奇抜な外見でよく知られており、戦いの際には帽子の下に火のついた導火線を垂らして顔は火と煙に覆われ、彼を目撃した被害者たちは地獄から来た悪魔の亡霊のようであったと伝える。海賊行為で拿捕したフランスの大型奴隷船を改造した200トン級で、40門の大砲を備えた「アン女王の復讐号」を旗艦とした。
最期は、ノースカロライナの隣地であるバージニア植民地総督アレクサンダー・スポッツウッドの命令を受けたイギリス海軍の指揮官ロバート・メイナード大尉によって1718年11月22日に討伐された。

### スティード・ボネット
「海賊紳士」の異名をとるスティード・ボネットは、黒髭と同時期に活動した海賊船長である。その出自は航海について何も知らないただの砂糖農園主であり、おそらくカリブ海で活動した海賊船長の中でもっとも能力に乏しかった。1717年にバルバドスにて武装スループ船を購入し、給与制によって手下たちを集めて海賊となり、これは妻から逃げるためだったとされている。後に出会った黒髭に指揮権を譲渡し、その客分として共に航海した。1718年夏にボネットは短期間船長に復帰したが、最期はサウスカロライナに雇われた私掠船に捕まり、チャールズタウンで絞首刑に処された。

### チャールズ・ヴェイン
チャールズ・ヴェインは、18世紀初頭に活動した海賊の黄金時代の代表的な海賊の一人であり、他の同時期の多くの海賊と同様にバハマのナッソーにある海賊共和国を拠点とした。1718年にウッズ・ロジャーズがバハマ総督に着任し、海賊討伐に乗り出した時に、ほぼ唯一抵抗した有力な海賊船長であった。ロジャーズの艦隊にナッソーが包囲された中にあって、彼の海賊に対する恩赦の申し出を拒絶し、焼き討ち船で包囲網を突破して脱出を果たした。その後、ロジャーズへの復讐の機会を狙っていたが、操舵手であったジョン・ラカム（キャラコ・ジャック）ら部下たちに船長の地位を奪われ、置き去り刑に処された。再度、海賊船長として再起を図ったが、船の難破をきっかけとして1720年に捕まり、ジャマイカにて絞首刑に処された。

### ジョン・ラカム

ジョン・ラカムの海賊旗

ジョン・ラカムは、チャールズ・ヴェインの腹心として、後には自ら船長として活動した有名な海賊である。今日に、海賊旗として有名なデザインである、「黒地に、上には髑髏、下には交差させた2本のカトラス」という構図は、ラカムの海賊旗である。また、キャラコ（白木綿）の帽子や衣服を愛用したことから、キャラコ・ジャックの異名も取った。ウッズ・ロジャーズに復讐を企てていたヴェインを追放した後にロジャーズより恩赦を受けるが、アン・ボニーやメアリ・リードと出会い、今度は彼女らを部下にして再び海賊稼業に戻った。1720年にアンやメアリらと共に武装船に捕らえられると、ジャマイカに移送され、同地にして処刑された。

### アン・ボニーとメアリ・リード

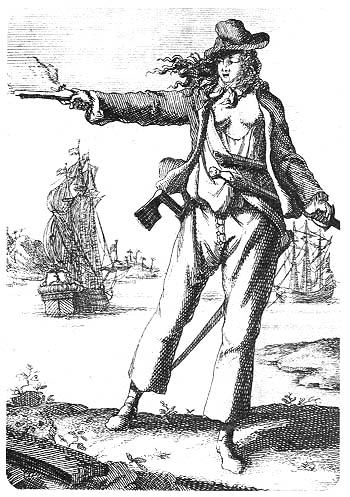
アン・ボニー

アン・ボニーとメアリ・リードは、海賊の黄金時代に活動した女海賊として有名である。2人とも、非常に短い期間だが、ジョン・ラカムの部下として海賊行為に従事した。1720年にラカムと共に捕まり、ジャマイカで裁判を受けた際には、非常に珍しい女海賊として注目を浴びた。女性ながら、その無慈悲さと男勝りな性格は有名であり、自分たちを目撃した捕虜を殺すかどうかの同僚たちとの相談では殺害に賛同し、1720年に自分らが拿捕される原因となった武装船との戦闘では、ラカムを含めた男たちが船倉に逃げ隠れたのに対し、2人は甲板で勇敢に戦ったとされている。その伝説の頂点は1720年のジャマイカでの裁判である。ラカムらと共に死刑判決が下り、判事から最期に言い残すことは無いかと問われて2人とも妊娠していることを告げて、即時の処刑を免れた（当時のイングランドでは妊婦の処刑は禁じられていた）。結局、メアリは出産前に牢獄にて熱病で死亡し、アンは記録が残っていない。予定通り出産後に処刑された可能性もあるが、一説には彼の父親が保釈金を払って家に戻したと言い、その後、再び海賊に戻ったとも、尼僧になったとも伝えられる。

### バーソロミュー・ロバーツ
バーソロミュー・ロバーツは、海賊の黄金時代の最後の大海賊と評される海賊船長である。ブラック・バート（「黒い準男爵」の意）の異名を取り、記録に残る短い期間中に少なくとも400隻の船を襲い、略奪に成功した。彼が海賊として活動を始めたのは、同時期の有名な海賊たちの中では最も遅い1719年であり、乗っていた奴隷船が海賊ハウエル・デイヴィスに襲われ際、そのままデイヴィスの部下となって海賊に転向したというものである。間もなくしてデイヴィスが死去すると船長に昇格し、カリブ海に活動場所を移して1721年まで荒らし回った。大型で強力な武装船を数多く指揮下に収め、そのすべてを「フォーチュン」、「グッドフォーチュン」あるいは「ロイヤルフォーチュン」と名付けた。やがてバルバドス島とマルティニーク島の総督らに狙われようなると彼らに憤慨し、報復を兼ねた熾烈な略奪を行った。
1721年から西アフリカ沿岸に活動場所を移し、略奪行為を行った。しかし、1722年2月、最期はロバーツを追跡してきたイギリス海軍との激しい海戦の折に、砲弾の破片が直撃して即死した。船長の死を確認すると部下たちは海軍に投降した。

### エドワード・ロー
エドワード・ローまたの名をネッド・ローは、海賊の黄金時代に活動した海賊船長であり、最も残忍でずる賢い海賊として悪名高い。ロンドン出身で、海賊ジョージ・ラウザの副官として、この道に入り、やがて船長として部下たちを統率するようになった。その海賊としての経歴は3年だけであったが、この間に100隻以上の船を略奪し、部下たちと共に数百人の捕虜を単に殺害するに留まらず、拷問に掛けたり、不具にさせた。具体的には、捕虜の耳や鼻を削いだ、抵抗された腹いせに唇を切り落として食わせた、何の理由もなく拷問し、苦しませてから殺したなど、その狼藉行為には枚挙に暇がない。その最期は不明確であり、船の難破あるいは部下の反乱、もしくはマルティニーク島で処刑などで1724年に死んだとされるが、生存説も存在する。

## 私掠船

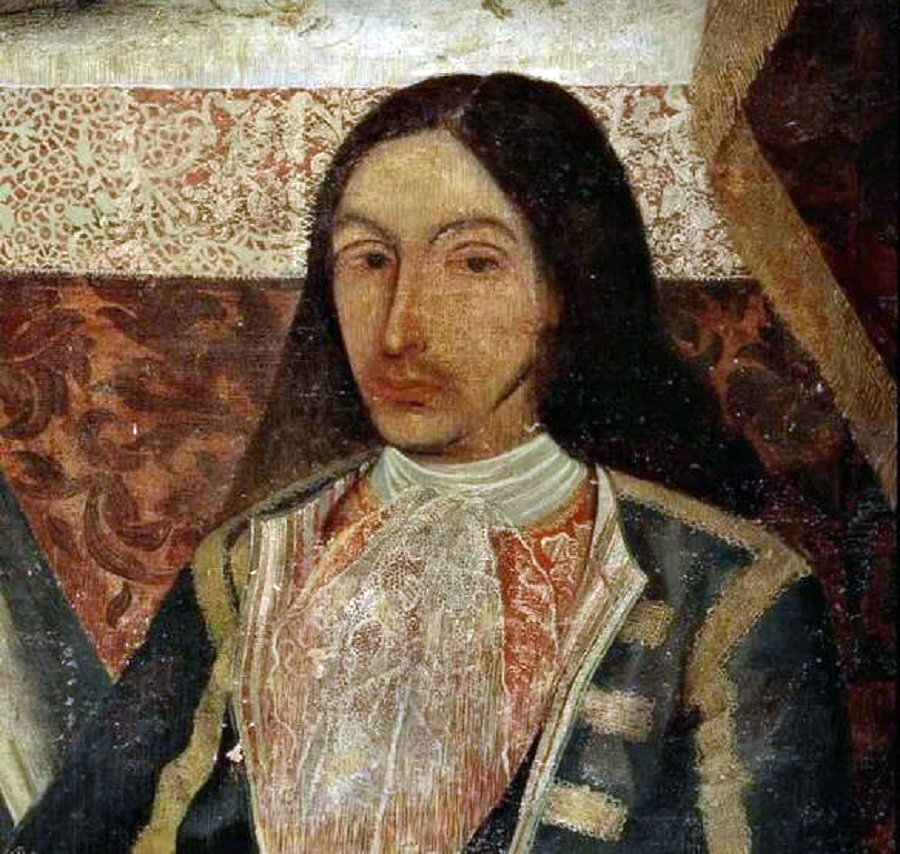
スペインのアマロ・パルゴはカリブ海で演奏し、キューバに10年間住んでいました。

カリブ海では、合法で国が命じた者まで含めれば私掠行為は極めてよく使われたやり方だった。植民地を守るために船隊を維持する費用は16世紀や17世紀の母国政府の予算を超えていた。民間船が私掠免許状を得て「海軍」に組み込まれ、敵の船舶や開拓地を捕まえて得られる分け前で報酬が得られ、国庫に上納される分もあった。これらの船舶は独立して動くか、船隊に入って動くかであり、成功すれば報酬は大きかった。1523年にジャン・フルーリーとその部下がコルテスの船を捕獲したとき、信じられないようなアステカの財宝を発見し、それを所有できた。後の1573年、フランシス・ドレークがノンブレ・デ・ディオス（当時パナマのカリブ海側にあった港）で、スペインの「シルバー・トレイン」を捕まえたとき、隊員は一生裕福に暮らせた。1628年、ピエト・ハインはオランダ西インド会社のために1,200万ギルダーの利益を上げた。この少なからぬ利益がでることで、私掠行為は事業の日常事に近いものになった。裕福な事業家あるいは貴族は進んでこの合法化された海賊行為に出資し、その分け前を得た。捕獲した商品の販売は植民地の経済を活性化させもした。当時この地域で私掠行為をさせた主要帝国はフランス、イングランド、スペイン、オランダ、ポルトガルだった。各国の私掠船は全て他国の船舶を攻撃するよう命じられており、特に標的にされたのがスペインの船舶だった。17世紀までに海賊と私掠行為はやや受容されない行動になった。特に私掠船が完全な海賊に変わったからであり、それは得られた利益の分け前を雇用された母国に返す必要が無かったからだった。ニコラス・トロット総督やベンジャミン・フレッチャー総督など長い間に多くの役人が汚職のために辞めさせられた。政府が活動的な海賊や腐敗した私掠行為者を見出し、切り捨てる方法は「海賊ハンター」を使うことであり、海賊船に乗っている裕福な者の全てあるいは少なくとも大半に賄賂を渡し、さらに報奨金も渡していた。最も有名な海賊ハンターはウィリアム・キッド船長であり、その経歴では1695年が頂点だったが、後に違法海賊の利益に目を付けてそれを新しい事業にした。スペインのアマロ・パルゴも際立っており、スペインの王冠の敵の勢力の船を略奪している間、カリブ海で頻繁に取引を行っていました。 アマロ・パルゴはカリブ海、特に彼の子孫がいるキューバ島に10年間住んでいました。

## バッカニア
バッカニア (Buccaneer) は、1630年から、1680年にかけカリブ海で活動した海賊たちを指す。当初のバッカニアは「スペイン当局」から土地を奪われた開拓者であり、白人開拓者によって拾われた。「バッカニア」という言葉はフランス語の「ブーカネ」（boucaner）から来ており、たき火の上で野生牛の保存肉を「煙で燻す」という意味だった。彼等はその技術が生きているうちに海賊に伝達した。スペイン以外の植民地から部分的な支援を得て活動し、18世紀まで合法であるか、一部合法であり、あらゆる国から不定期な特赦もあった。大半の場合、スペインが所有する船舶を襲い、開拓地を略奪した。
伝統的にバッカニアには多くの風変わりな点があった。乗組員は民主主義で運営された。船長は乗組員から選ばれ、後任を選ぶこともできた。船長は指揮官であると同時に戦闘員でもあった。戦闘のときは、遠くから指揮するのではなく、仲間と一緒に戦うことが期待された。
戦利品は平等に分配された。士官が大きな分け前を取るときは、大きなリスクを負ったか特別の技巧があるからだった。乗組員は航海の間に給与が支払われない場合が多く、戦利品は分割されるまでに数か月間積み上げられていた。海賊の間には強い「団結心」があった。このことで海上での戦いに勝利でき、通常は高い比率で貿易船に勝てた。時には社会保障の仕組みもあり、戦闘で負傷した場合には計画的に金（かね）や金（きん）を補償した。
海賊が離れ小島に財宝を埋めた話や、派手な衣装を着ていたという話はある程度真実である。海賊の冨の多くは雑貨を売却することで積み上げられた。すなわち捕獲した船から剥ぎ取ったロープ、帆、滑車装置などだった。
バッカニアについて非民主的な側面は、大工や外科医のような専門家を同船させることがあったことだった。ただし、用済みの場合は解放された（その時までに加入を志願していない場合に限る）。典型的な貧乏人は海賊に加わること以外有望な選択肢は少なかったことも注目すべきである。海賊の平等主義によって、奴隷船を捕まえたときに奴隷を解放したという話も伝わっている。しかし、奴隷に海賊船の手伝いをさせた後で彼等を売却した海賊も居たという証言もある。
戦闘の時は凶暴だと見なされ、火打ち石銃（1615年発明）の専門家だったという評判だったが、1670年代以前はそれほど普及していなかったので信憑性は無い。
1690年からは、船籍に関係なく略奪行為を行うようになり、バカニーアは姿を消した。

## 奴隷海賊
主にアフリカの各所から多くの奴隷がカリブ海の植民地に輸出され、プランテーションでの労働力とされた。1673年から1798年に奴隷にされ植民地に運ばれた人々の中で9ないし32%は子供達だった（イギリスのみの輸出を考慮した数字）。植民地までの船旅は平均して12週間かかり、その間奴隷は劣悪な条件下におかれた。すなわち、立つこともできないような狭い空間、高い気温、貧しい食事であり、病気やその結果としての死も多かった。多くの奴隷は奴隷にされる前に、内乱の犠牲者か捕虜だった。奴隷であるよりも海賊の生活様式が魅力あるものになった。
17世紀と18世紀に海賊はその絶頂期にあり、自由の象徴的な解釈も最盛期だった。この抽象概念は奴隷や帝国主義の犠牲者に大変訴えるものがあった。ヨーロッパの主要な列強は奴隷が自由になる機会を見出すことを望まなかったが、「1715年から1725年に活動した海賊5,000人以上の中で30%はアフリカ人の子孫だった」とされている。新しい生活と自由の機会と共に、アフリカの先住民はそれ以前に個人が海賊の社会に加わるという平等さを経験していた。海賊になった多くの奴隷が、海賊船で指揮官や特権のある地位を確保した。中には船長になった者もいた。多くの奴隷の出身地の中にマダガスカルがあった。ジャマイカ、バルバドスなどアメリカの植民地に奴隷を輸入した最大の国はイギリスだった。

## ロベルト・コフレシ 19世紀の海賊

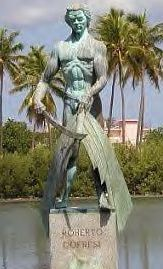
ロベルト・コフレシ

ロベルト・コフレシ、別名「エル・ピラタ・コフレシ」は、若いときに航海に興味を持つようになった。成人するまでに、当時スペインの植民地だったプエルトリコには幾つか政治と経済の困難さがあった。このような状況下で1818年に海賊になった。特に金を輸出する貨物船を狙って何度か襲撃を率いた。この期間にアメリカ合衆国から出てくる船を狙い、地元スペイン政府はその行動の幾つかを無視していた。1825年3月2日にはUSSグランパスと交戦し、ジョン・D・スロート船長が率いる船隊と戦闘になった。最終的に船を放棄し、陸づたいに逃げようとしたが捕まった。投獄された後にサンフアンに送られ、簡単な軍事法廷で有罪とされ、1825年3月29日、乗組員と共に銃殺隊によって処刑された。その死後に幾つかの伝説や神話にヒントを与え、本やその他メディアの元になっている。

## ボイシー・シング 20世紀の海賊
ジョン・ボイシー・シングは、通常「ラジャ」、「ボイシー」、「ボイシー・シング」などと呼ばれ、1908年4月5日に、トリニダード島ポート・オブ・スペインのウッドブルックで生まれ、1957年に姪のハッティ・ワーク殺害容疑で、ポート・オブ・スペインで処刑された。
海賊や殺人者になる以前にギャングや賭博師として長く成功した経歴があった。1947年から1956年のほぼ10年間、シングとそのギャングはトリニダード島とベネズエラの間の海域を荒らしまくった。約400人を殺したとされている。トリニダード島からベネズエラまで船で運ぶと約束し、その途中で銃を突きつけて犠牲者から金品を奪い、殺して海に投げ入れた。
トリニダード・トバゴの人々にはよく知られている。あやうく国外追放になるところだった住居不法侵入の告発はうまく逃れたが、3番目の裁判である姪の殺人罪で有罪となり処刑された。住民大半の畏怖と恐怖の対象となり、1950年代初期には明るくスタイリッシュな服装でポートオブスペイン周辺を堂々と歩き回っているのが度々見られた。母と乳母が告発者に警告して「行儀良くしな、さもないとボイシーが捕まえに来るよ!」と言っていた。

## 大衆文化の中の海賊

### 映画
- 海賊に関する無声映画が多くあった。特にダグラス・フェアバンクスが主演したThe Black Pirateがあった
- Captain Blood (1935年)
- 宝島（1930年および1950年）
- Return to Treasure Island（1954年）
- Swashbuckler (1976年)
- カットスロート・アイランド（1995年）
- パイレーツ・オブ・カリビアンシリーズ
  - パイレーツ・オブ・カリビアン/呪われた海賊たち(2003年）
  - パイレーツ・オブ・カリビアン/デッドマンズ・チェスト（2006年）
  - パイレーツ・オブ・カリビアン/ワールド・エンド（2007年）
  - パイレーツ・オブ・カリビアン/生命の泉（2011年）
  - パイレーツ・オブ・カリビアン/最後の海賊 (2017年)
- Pirates: The Blood Brothers (Caraibi)
- Muppet Treasure Island（1996年）
- Nate and Hayes（1983年）、Savage Islandsとも呼ばれた
- Yellowbeard (1983年)

### ゲーム
- Monkey Island、テレビゲーム・シリーズ
- Sid Meier's Pirates!、テレビゲーム
- Pirates of the Spanish Main、ボードゲーム
- アサシン クリード4 ブラック フラッグ、テレビゲーム、アサシン クリードシリーズの一部

### 書籍
- 海賊史、キャプテン・チャールズ・ジョンソン著、17世紀末から18世紀初頭に活躍した海賊の伝記集、黒髭やキャラコ・ジャックなど様々な人物に神話的なステータスを与え、その後の海賊文学に影響を与えた
- 宝島 ロバート・ルイス・スティーヴンソン作の小説、典型的な海賊であるロング・ジョン・シルバー船長など大衆に海賊のイメージを与えた
- Captain Blood、ラファエル・サバチニ作の冒険小説、ピーター・ブラッドの冒険の年代記、ジェームズ2世の治世にモンマスの反乱を助けたことで告発され、海賊に転じた
- The Black Corsair (Il Corsaro Nero, 1898)、イタリアのエミリオ・サルガーリ作、続編4編もある
- "Pirates!"セリア・リーズ作の小説、ナンシーとその異母姉妹ミネルバが当局に追われて海賊に助けられる
- プリンセス・ブライド'’、ウィリアム・ゴールドマン作
- 幻影の航海、ティム・パワーズ作、海賊、ヴードゥー、ゾンビが登場し、若返りの泉もある
- Empire of Blue Waterスティーブン・トルティ作、モーガン船長とカリブ海の実在海賊が登場
- パイレーツ -掠奪海域-、マイケル・クライトン作の死後出版小説
- タイムマシン・シリーズ第4冊'Sail with Pirates、カリブ海で沈んだ宝船を探し、地域の海賊を倒す
- "To Catch A Pirate"、ジェイド・パーカー作
- The Pyrates、ジョージ・マクドナルド・フレーザー作、喜劇小説、ベンジャミン・アベリー船長の冒険を辿る、苦難にぶつかる多くの乙女と悪名高いコースト・ブラザフッドを率いる6人の船長（キャラコ・ジャック・ラカム、ブラック・ビルボ、ファイアーベアード、ハッピー・ダン・ピュー、アクバル・ザ・テリブル、シーバ・ザ・シーウルフ）

### その他
- ディズニー・テーマパークのアトラクション: カリブの海賊